# P191 «Старобільськ»
«Старобільськ» (до 2019 року — «Драммонд»; англ. WPB-1323 «Drummond») — патрульний катер типу «Айленд» B-серії, побудований для Берегової охорони США. 27 вересня 2018 року був переданий Україні. Бортовий номер P191, названий на честь міста Старобільськ у Луганській області.

## Історія
Катер був побудований на суднобудівній верфі Bollinger Shipyards в Локпорті, штат Луїзіана. «Драммонд» був спущений на воду 8 липня 1988 року. А 19 жовтня того ж року, катер був введений до складу Берегової охорони США. Порт приписки Маямі Біч, штат Флорида. Крайній доковий ремонт USCGC Drummond відбувся у 2012 році. 2017 року «Драммонд» (англ. Drummond) був виведений зі складу берегової охорони США.

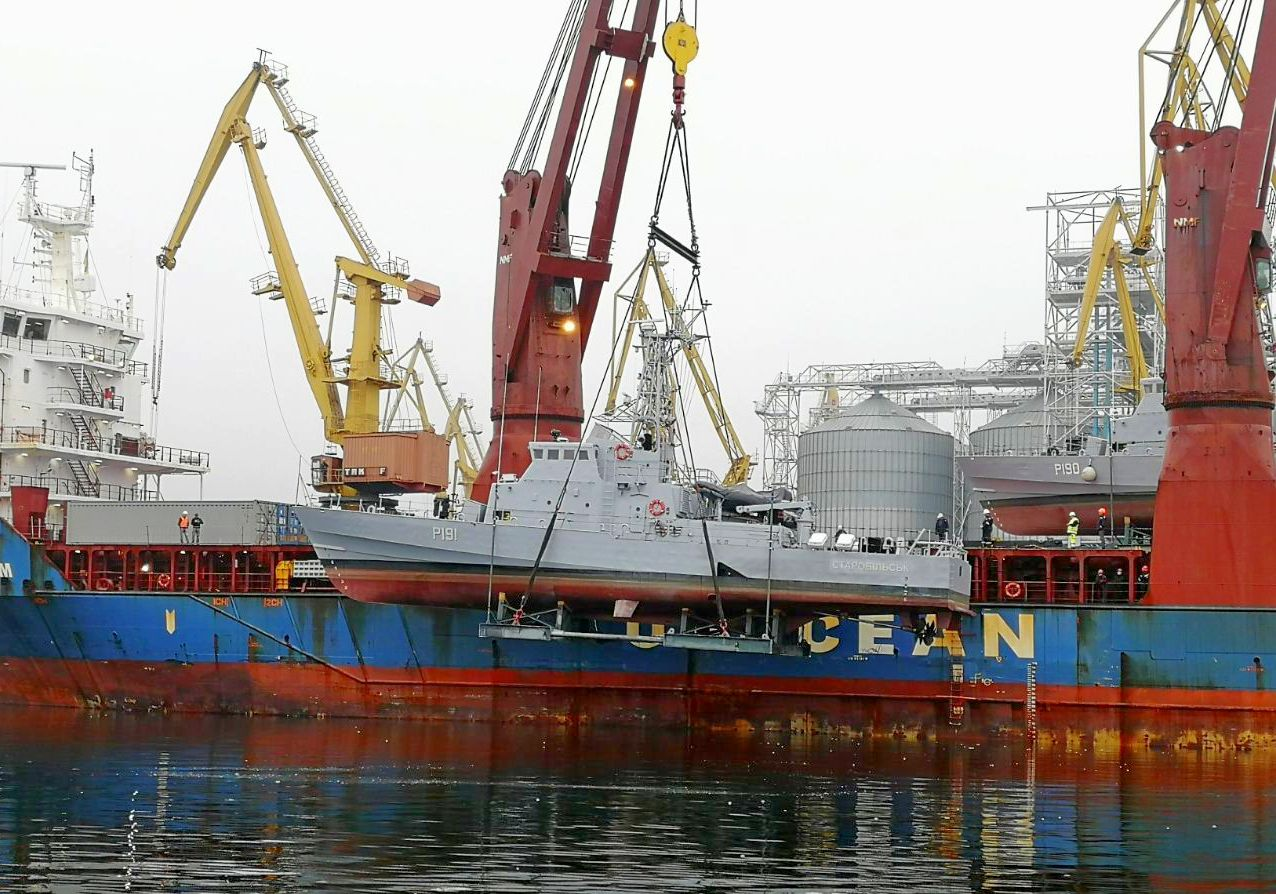
Вивантаження катера «Старобільськ» у порту Одеси. 2019.

27 вересня 2018 року він разом із катером «Cushing» був переданий військово-морським силам України на базі в Балтиморі. На церемонії передачі був присутній командувач військово-морських сил України Ігор Воронченко та президент Петро Порошенко.
1 червня 2019 року катер вийшов у відкрите море для проведення навчань. Також стало відомо що човен отримав бортовий номер P191 та назву «Старобільськ» на честь однойменного міста.
21 жовтня на борту суховантажного корабля «Ocean Freedom» до Одеси прибули катери Військово-Морських Сил України «Старобільськ» та «Слов'янськ» (б/н P190). Вже 23 жовтня обидва катери були спущені на воду і пришвартувалися біля причалу Практичної Гавані.

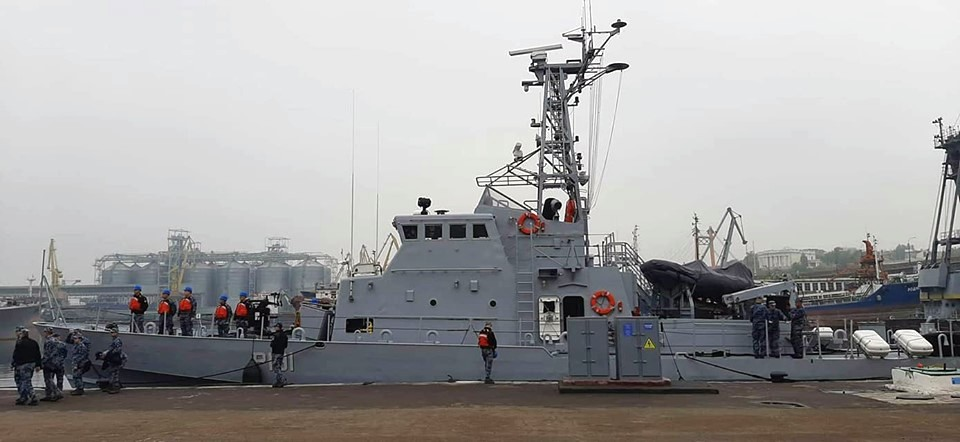
P191 «Старобільськ» у порту Одеси. 2019.

Введення до складу ВМС відбулось 13 листопада 2019 року.
В травні 2021 року патрульний катер «Старобільськ» (P191) ВМС ЗС України вийшов на службу до Каркінітської затоки, що межує з окупованим Кримом. До висвітлення надводної обстановки у цьому районі екіпаж катеру взяв участь у спільних з патрульним кораблем HMS Trent (P224) Королівського військово-морського флоту Великої Британії навчаннях типу PASSEX. Переміщення українського катеру намагається відслідкувати російський прикордонний сторожовий корабель «Безупречный» (351), а також за допомогою захопленого берегового посту у селищі Міжводне в окупованому Криму.
На початку липня 2021 року патрульні катери «Старобільськ» та «Слов'янськ» типу Island пройшли самооцінку НАТО першого рівня. Самооцінка першого рівня патрульних катерів проводилась офіцерами-оцінювачами ВМС ЗС України в рамках проведення першої морської фази міжнародних навчань «Сі Бриз — 2021». Після підтвердження перевірки, наступним буде вже оцінювання першого рівня під керівництвом експертної групи представників країн альянсу.
13 жовтня 2021 року разом з іншими плавзасобами взяв участь в операції з порятунку судна розмагнічування «Балта», що зазнало лиха поблизу острова Зміїний . ПКа “СТАРОБІЛЬСЬК» доставили до «Балти» аварійно-рятувальний загін, що знаходиться на кораблі та забезпечує проведення заходів з боротьби за живучість .

## Командування
- капітан-лейтенант Павло Гладченко (з 2019)[9]